# Wow, Owls!
Wow, Owls! war eine Post-Hardcore-/Screamo-Band aus Richmond, Virginia / Vereinigte Staaten.

## Geschichte
Die Band wurde 2003 in Richmond im US-Bundesstaat Virginia in einem Keller gegründet. Nach ihren ersten Shows noch im selben Jahr erschienen erst 2005 mit der Split-7" mit The SetUp und dem ersten Album Pick Your Patterns Veröffentlichungen der Band.
Mitte 2005 ging die Band auf Europa-Tour. Bereits vor der Tour wurde von der Band bekannt gegeben, dass sie sich danach auflösen wird. 2006 spielten Wow, Owls! einige letzte Konzerte.

## Stil
Der Sound der Band vereint typischen Emo bzw. Screamo mit langen, brachialen Schreiausbrüchen, chaotischeren Songstrukturen als auch schnelleren und experimentierfreudigen Hardcore Punk.

## Diskografie

### Splits/Sonstiges
- 2003: Demo
- 2005: Split mit The SetUp (7", The Perpetual Motion Machine)

### Alben
- 2005: Pick Your Patterns (The Perpetual Motion Machine)
- 2006: Pee Sout (Larry Records)